# Alexander Newman
Alexander Newman (* 5. Oktober 1804 bei Orange, Orange County, Virginia; † 8. September 1849 in Pittsburgh, Pennsylvania) war ein US-amerikanischer Politiker. Im Jahr 1849 vertrat er den Bundesstaat Virginia im US-Repräsentantenhaus.

## Leben
Nach einer guten Schulausbildung bekleidete Alexander Newman einige lokale Ämter in seiner Heimat. Gleichzeitig schlug er als Mitglied der Demokratischen Partei eine politische Laufbahn ein. Von 1836 bis 1838 saß er im Abgeordnetenhaus von Virginia; zwischen 1841 und 1846 gehörte er dem Staatssenat an. Anschließend war er bis 1849 Posthalter in Wheeling im heutigen West Virginia.
Bei den Kongresswahlen des Jahres 1848 wurde Newman im 15. Wahlbezirk von Virginia in das US-Repräsentantenhaus in Washington, D.C. gewählt, wo er am 4. März 1849 die Nachfolge von William Gay Brown antrat. Dieses Mandat konnte er bis zu seinem Tod am 8. September desselben Jahres ausüben. Er starb während eines Besuchs in Pittsburgh und wurde in Moundsville beigesetzt.